# Humban-nimena
Humban-nimena (w źródłach asyryjskich Umman-menanu) – król Elamu w latach 692–689 p.n.e., następca i młodszy brat Kudur-Nahhunte.
Zawarł antyasyryjski sojusz z Chaldejczykami, Aramejczykami oraz Babilonią rządzoną przez Muszezib-Marduka. Wspomagał Babilończyków w ich walce przeciw asyryjskiemu królowi Sennacherybowi. Według roczników Sennacheryba Babilończycy mieli wysłać Humban-nimenie złoto i srebro ze skarbca świątyni boga Marduka by pomóc mu w zebraniu armii. W czasie bitwy pod Halule nad Tygrysem (691 rok p.n.e.), stoczonej pomiędzy armiami asyryjską a babilońską, walczył po stronie Babilończyków duży kontyngent wojsk elamickich. W swych rocznikach Sennacheryb twierdzi, iż odniósł w bitwie tej zdecydowane zwycięstwo oraz że oszczędził życie królów babilońskiego i elamickiego, gdy ci próbowali uciec z pola bitwy. Według Kroniki babilońskiej ponieść miał on jednak klęskę. Humban-nimena zmarł na wylew w 689 roku p.n.e.